# St. Mauritius (Saarbrücken)

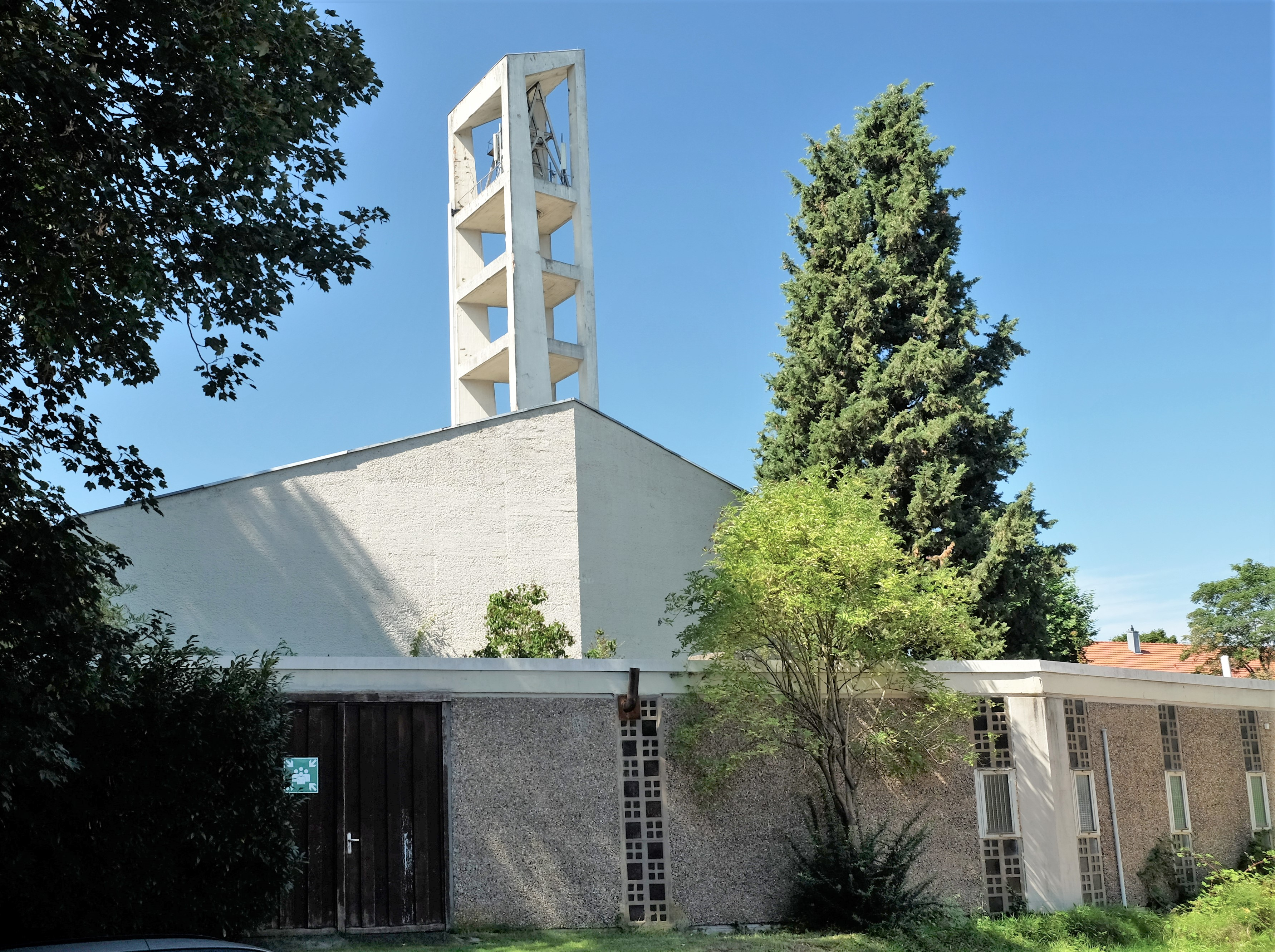
St. Mauritius Saarbrücken

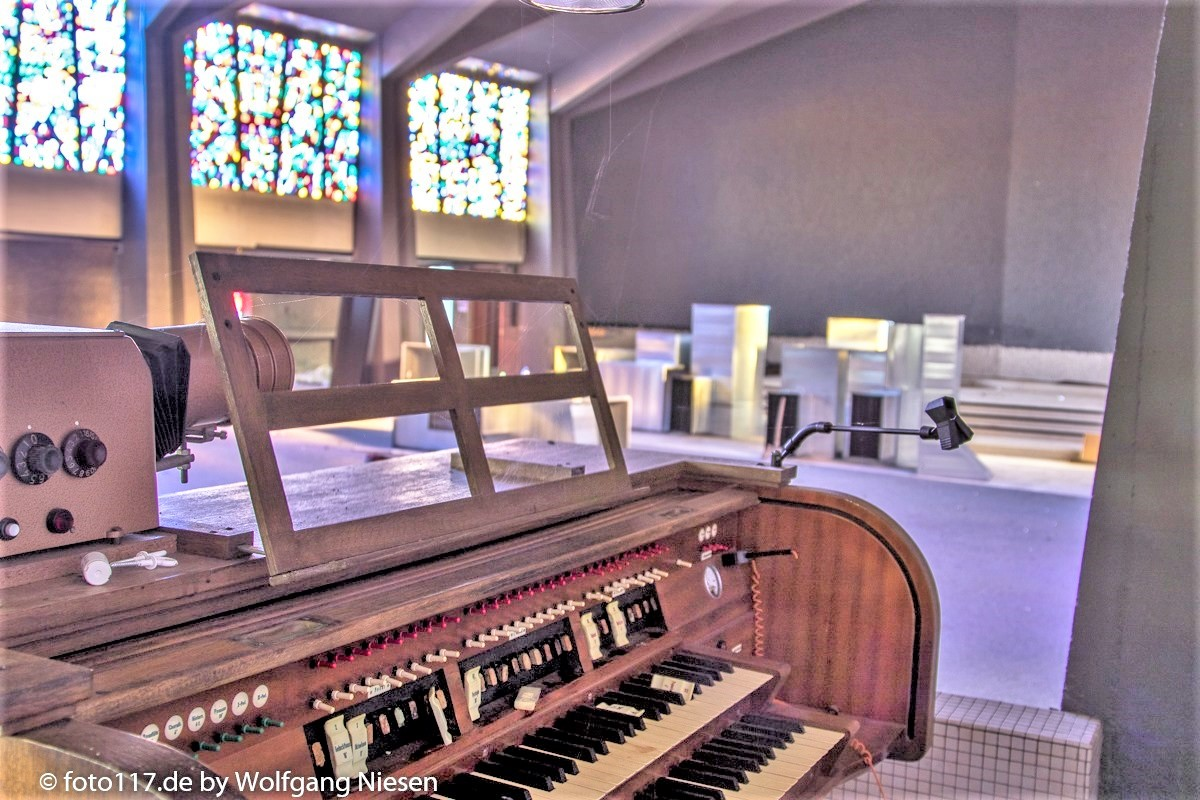
Spieltisch der Orgel und Blick zum ehemaligen Altarraum

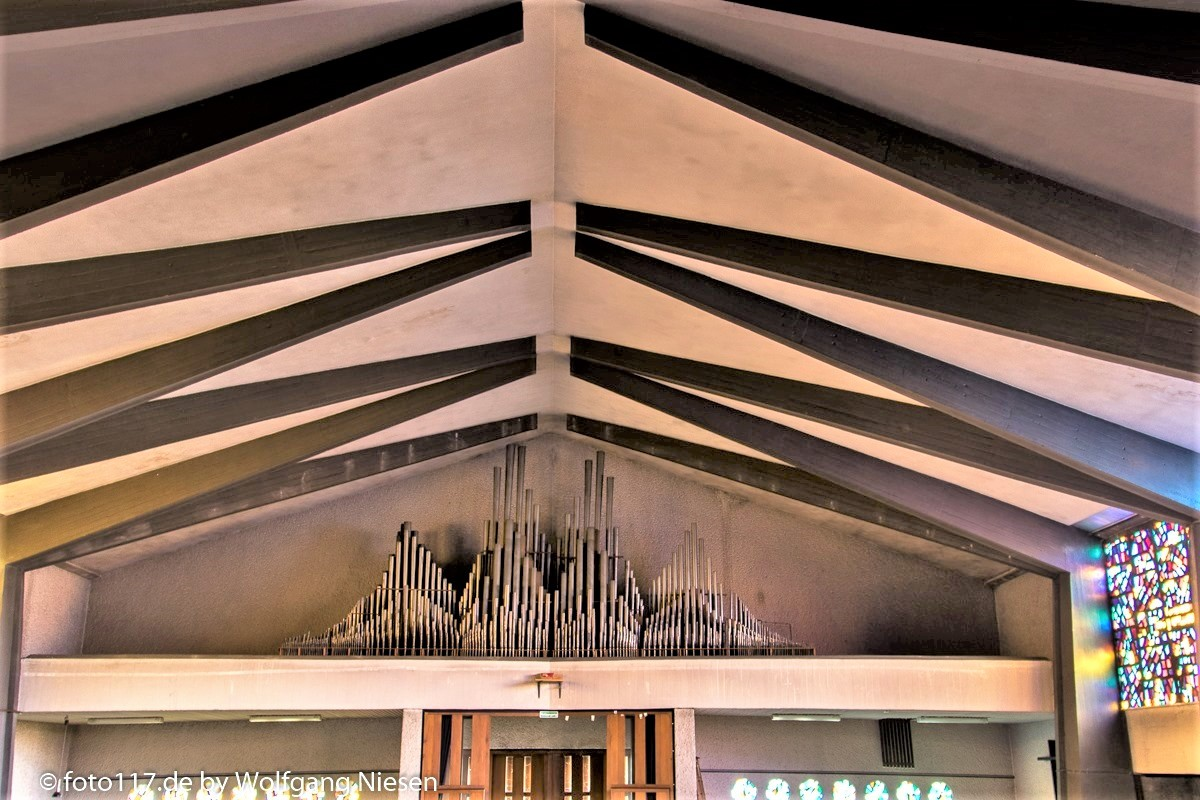
Blick zur Orgel

Das Kirchengebäude St. Mauritius in Alt-Saarbrücken ist eine ehemalige römisch-katholische Pfarrkirche des Bistums Trier.

## Geschichte
Bereits seit 1931 existierte auf der Bellevue, einem Stadtviertel in Alt-Saarbrücken, eine Notkirche, die als Filiale von der Pfarrei St. Jakob betreut wurde. In den Nachkriegsjahren nahm die römisch-katholische Bevölkerung rasch zu, sodass das Bedürfnis nach einer eigenständigen Pfarrgemeinde mit entsprechender Pfarrkirche vor Ort stark angestieg. 1953 fiel der Beschluss zum Bau des heutigen Kirchengebäudes an der Moltkestraße. Der Kirchenbau wurde nach dem Entwurf der Architekten Albert Dietz und Bernhard Grothe verwirklicht und am 6. Mai 1956 konsekriert.
Rund vier Jahrzehnte lang war St. Mauritius das seelsorgerische Zentrum auf der Bellvue. Allerdings zeichnete sich bereits Ende der 1990er Jahre ab, dass die Bewirtschaftung und Restaurierung der Gebäude mittelfristig nicht mehr durch die kleine Kirchengemeinde getragen werden kann. Infolgedessen sah man sich gezwungen, die Pfarrkirche aufzugeben.
Am 30. November 2003 wurde St. Mauritius als bislang erste Kirche in Saarbrücken profaniert und die Kirchengemeinde in die Pfarrei St. Jakob eingegliedert. Noch heute findet alljährlich das Pfarrfest St. Mauritius am Patrozinium stellvertretend in der Mutterkirche St. Jakob statt.
Zunächst wurde das Kirchengebäude durch die Hochschule für Musik Saar als Spielstätte umgenutzt. Diese Nachnutzung dauerte allerdings nur kurz, sodass das architektonisch und kunsthistorisch bedeutende Bauwerk im Stil des Brutalismus bis heute leer steht. Die ehemalige Kirche St. Mauritius ist zudem als Einzeldenkmal in die Denkmalliste der Stadt Saarbrücken eingetragen.

## Baubeschreibung

### Äußeres
Der Kirchenraum von St. Mauritius weist einen sechseckigen Grundriss auf, wobei die Altarwand leicht nach außen und die korrespondierende Westwand nach innen faltet. Auf der Straßenseite im Norden schließt sich ein niedrigeres Seitenschiff an, dessen Außenwand kontinuierlich gefaltet ist, sodass diese eine plastische Tiefenwirkung erhält. Der Baukörper des Seitenschiffes geht im Osten nahtlos in die Sakristei über und führt zudem im weiteren Verlauf als Außenmauer um das gesamte Grundstück herum. Auf dieser Seite besteht vor dem Portal sowie südlich der Kirche ein Innenhof mit einem überdachten Umgang. Dieser Innenhof wurde von den Architekten in Anlehnung an frühchristliche Paradiese als geschützter Raum intendiert, der die profane Außenwelt räumlich von dem sakralen Kirchengebäude trennt. Entsprechend befindet sich dort auch ein runder Brunnen. Betreten wird das Grundstück von der Straßenseite durch das torartig geöffnete Erdgeschoss des mächtigen Betonturmes. Dieser ist luftig und durchbrochen gestaltet und erreicht in Proportion zum Kirchengebäude eine verhältnismäßig große Höhe von 37,12 m.

### Inneres
Betreten wird der Kirchenraum durch vier große Portale auf der Westseite. Der Raum selbst ist äußerst schlicht gestaltet. Die Wände werden durch Betonpfeiler gegliedert, die sich in der Dachschräge aufgabeln und vor Erreichen des Firstes enden. Dadurch wird in abstrahierter Weise ein Kreuzgewölbe angedeutet. Auf der Nordseite schließt sich das niedrige Seitenschiff an, dessen gefaltete Außenwand von schmalen senkrechten Fensterstreifen durchbrochen wird. Diese Fenster im Seitenschiff auf der Nordseite wurden von Karl-Heinz-Grünewald entworfen.
Lichtdurchflutet präsentiert sich die Südseite der Kirche, welche sich bis auf die Betonsäulen in abstrakt geformtem Buntglas auflöst. Diese Fenster auf der Südseite sowie die Obergadenfenster auf der Nordseite wurden durch den Künstler Boris Kleint entworfen.
Über den Eingangsportalen an der Rückwand der Kirche ist eine Betondecke eingezogen, die sowohl einen Windfang bildet, als auch das Pfeifenwerk der Orgel trägt.
Der Spieltisch der Orgel und Raum für den Kirchenchor befinden sich ebenerdig darunter und sind durch eine Brüstung vom übrigen Raum abgetrennt. Um dem Organisten und dem Chor das direkte Abhören der Orgel zu erleichtern, ist die Betondecke darüber mit Schlitzen durchbrochen.

## Ausstattung

### Orgel

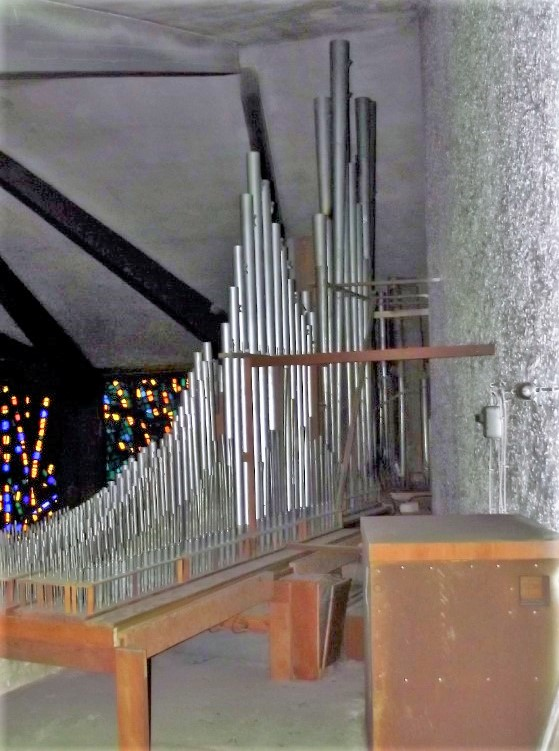
Seitlicher Blick auf die Orgel

Die Orgel der St.-Mauritius-Kirche wurde 1956 durch die Firma Hugo Mayer Orgelbau (Saarbrücken-Brebach) erbaut und besitzt 25 Register (Inklusive zwei Transmissionen) zwei Manuale und Pedal auf elektropneumatischen Kegelladen. Ungewöhnlich war die Aufstellung des Pfeifenwerkes auf der Betonplatte über dem Spieltisch und der Freipfeifenprospekt, der durch die sichtbare Anordnung aller Register eine Tiefenwirkung erzielt. Das Instrument wurde im Jahr 2017 an die Kirchengemeinde San Marcello in Piedimonte Matese (Kampanien, Italien) verkauft. Die Disposition ist wie folgt:
| I Hauptwerk C–g3 |             |       |
| 1.               | Quintade    | 16′   |
| 2.               | Prinzipal   | 8′    |
| 3.               | Rohrflöte   | 8′    |
| 4.               | Oktave      | 4′    |
| 5.               | Spitzflöte  | 4′    |
| 6.               | Quinte      | 2 ⁄3′ |
| 7.               | Waldflöte   | 2′    |
| 8.               | Mixtur IV–V |       |
| 9.               | Trompete    | 8′    |

| II Positiv C–g3 |                |    |
| 10.             | Gedackt        | 8′ |
| 11.             | Salizional     | 8′ |
| 12.             | Praestant      | 4′ |
| 13.             | Nachthorn      | 4′ |
| 14.             | Prinzipal      | 2′ |
| 15.             | Blockflöte     | 1′ |
| 16.             | Sesquialter II |    |
| 17.             | Cymbel IV      |    |
| 18.             | Krummhorn      | 8′ |

| Pedal C–f1 |               |     |
| 19.        | Subbass       | 16′ |
|            | Gedecktbass   | 16′ |
| 20.        | Oktavbass     | 8′  |
|            | Bassflöte     | 8′  |
| 21.        | Choralbass    | 4′  |
| 22.        | Hintersatz IV |     |
| 23.        | Posaune       | 16′ |

- Koppeln: II/I, I/P, II/P
- Spielhilfen: 2 freie Kombinationen, Tutti, einstellbares Pianopedal, Crescendowalze, Zungeneinzelabsteller

Anmerkungen:
1. ↑  Transmission aus Nr. 1
2. ↑  Transmission aus Nr. 3

### Glocken
Die fünf Bronzeglocken (d′ – fis′ – a′ – h′ – cis′′) stammen aus der Glockengießerei Mabilon (Saarburg) und wurden 2015 an die Pfarrei St. Martinus in Hermeskeil abgegeben, wo sie seit 2017 wieder erklingen.

## Maße
- Turmhöhe: 37,12 m
- Firsthöhe: 9,60 m
- Länge Kirchenschiff: 25,60 m
- Breite Kirchenschiff: 19,50 m